# ジョニー・ロッズ
ジョニー・ロッズ（"The Unpredictable" Johnny Rodz、本名：Johnny Rodriguez、1938年5月16日 - ）は、アメリカ合衆国の元プロレスラー。ニューヨーク州ニューヨークシティ出身のプエルトリコ系アメリカ人。
現役時代は地元ニューヨークのWWWF / WWFを主戦場にヒールのジョバーとして活躍。引退後はトレーナーとなって数々のレスラーを育てた。

## 来歴
ブルックリンのYMCAでレスリングを学び、1964年のデビュー以降、長きに渡ってWWWFの前座要員として活動。1974年4月1日にはジャンボ鶴田のマディソン・スクエア・ガーデンにおける対戦相手を務め、同年5月に全日本プロレスに初来日した。1975年11月17日には、MSGに初登場したビル・ロビンソンのジョバーにも起用されている。
NWAロサンゼルス地区ではアラブ人ギミックのジャバ・ルーク（"Arabian Wildman" Java Ruuk）に変身。1976年1月16日に行われた同地区恒例のアニュアル・バトルロイヤルでは、アンドレ・ザ・ジャイアント、パット・パターソン、アーニー・ラッド、ジョン・トロス、グレッグ・バレンタイン、ボブ・オートン・ジュニア、ロディ・パイパー、チャボ・ゲレロ、ポークチョップ・キャッシュ、ブラック・ゴールドマン、エル・ゴリアスらを抑え優勝を果たしている。
ニューヨークに戻ると再びジョニー・ロッズ名義で活動し、1979年1月22日のMSG定期戦では藤波辰巳のWWFジュニアヘビー級王座に挑戦。並行してジャバ・ルーク名義でカナダのモントリオールにも遠征し、ジノ・ブリットらが主宰していたインターナショナル・レスリング（Lutte Internationale）にて、1980年2月11日にエドワード・カーペンティアからカナディアン・インターナショナル・ヘビー級王座を奪取した。
以降も1980年代半ば頃までWWFでジョバーを務め、ボブ・バックランド、ペドロ・モラレス、イワン・プトスキー、ティト・サンタナ、トニー・アトラス、リッキー・スティムボート、ジミー・スヌーカなどスター選手の引き立て役・売り出し役を担い続けた。プエルトリコのWWCにも参戦し、スーパー・メディコ1号ことカルロス・ホセ・エストラーダのパートナーとして、覆面レスラーのスーパー・メディコ2号（Super Médico II）に変身。1983年9月10日にモラレス&カルロス・コロンからWWC世界タッグ王座を奪取した。なお、ロッズはエストラーダの実兄とされている。
引退後はブルックリンのグリーソンズ・ジムにて後進の指導・育成に注力（現役選手時代にも、トレーナーとしてS・D・ジョーンズらを指導していた）。1996年11月、プロレス界における功績を称えWWE殿堂に迎えられた（インダクターはアーノルド・スコーラン）。
2007年3月には、弟子であるチーム3Dのセコンド役としてTNAの "Destination X" に登場した。

## 獲得タイトル
WWE
- WWF殿堂：1996年度

WWC
- WWC世界タッグ王座：1回（w / スーパー・メディコ1号）[8]

Lutte Internationale
- カナディアン・インターナショナル・ヘビー級王座：1回[6]

## 育成選手
- S・D・ジョーンズ
- ダミアン・デメント（英語版）
- ジェイソン・ナイト（英語版）
- ザ・ヘッドハンターズ
- タズ
- トミー・ドリーマー
- ビッグ・ヴィトー
- ジェイソン・ザ・テリブル
- ビル・デモット
- ビッグ・ディック・ダッドリー（英語版）
- ババ・レイ・ダッドリー
- ディーボン・ダッドリー
- マット・ストライカー
- ヒマラヤン・タイガー
- ケビン・マシューズ
- ビル・モリッシー